# Saskatchewan (rivier)
De Saskatchewan is een rivier in Canada.
De rivier is circa 500 km lang, gemeten vanaf het punt ten oosten van de stad Prince Albert, waar de North Saskatchewan en de South Saskatchewan zich verenigen. Deze beide rivieren hebben op hun beurt verschillende bronrivieren, die alle ontspringen in de provincie Alberta in de Rocky Mountains.
De Saskatchewan mondt uit in het Winnipegmeer, dat vervolgens via de Nelson afwatert op de Hudsonbaai.
De rivier ontleent haar naam aan de Cree-indianen die in het gebied woonden en de rivier 'Kisiskatchewani' noemden, wat 'snel stromend' betekent. De provincie Saskatchewan dankt haar naam op haar beurt aan de rivier.
- Gemeinsame Normdatei: 4224746-9
- Library of Congress Control Number: sh87006326
- Nationale Bibliotheek van Israël: 987007534476505171
- Système universitaire de documentation: 145993698
- Virtual International Authority File: 315942851